# Peter New
Peter New, född 30 oktober 1971 i Vancouver, British Columbia, är en kanadensisk skådespelare.